# Квадратура круга Тарського

Круг і квадрат однакової площі

Квадрату́ра кру́га Та́рського — задача про рівноскладеність круга й рівновеликого квадрата.

## Формулювання
Чи можливо розрізати круг на скінченну кількість частин і зібрати з них квадрат такої ж площі? Або, формальніше, чи можливо розбити круг на скінченну кількість підмножин, які попарно не перетинаються, і пересунути їх так, щоб отримати квадрат такої ж площі, у якому підмножини теж не перетинаються?

## Історія
Задачу сформулював 1925 року польсько-американський логік і математик Альфред Тарський.
Можливість такого розбиття довів угорський математик Міклош Лацкович 1990 року (через сім років після смерті Тарського). Доведення спирається на аксіому вибору. Знайдене розбиття складається приблизно з 1050 частин, які є невимірними множинами і межі яких не є жордановими кривими. Для пересування частин досить застосовувати тільки паралельне перенесення, без поворотів чи відбиттів. Крім того, Лацкович довів, що аналогічне перетворення можливе між кругом і будь-яким многокутником.
У 2005 році Тревор Вілсон довів, що існує розбиття, частини якого можна пересувати так, щоб вони ніколи не перетиналися.